# The Astonishing
The Astonishing — тринадцатый студийный альбом американской прогрессив-метал-группы Dream Theater, официально выпущен как двойной альбом 29 января 2016 года на лейбле Roadrunner Records. История альбома была придумана гитаристом группы Джоном Петруччи в середине 2013 года, а музыка написана им и клавишником группы Джорданом Рудессом в течение 2015 года. Композитор Дэвид Кэмпбел был нанят для помощи с записью оркестра и хора.

## Список композиций
Все тексты написаны Джоном Петруччи, вся музыка написана Петруччи и Джорданом Рудессом.
| №                   | Название                                      | Длительность |
| ------------------- | --------------------------------------------- | ------------ |
| 1.                  | «Descent of the NOMACS» (NOMACS instrumental) | 1:10         |
| 2.                  | «Dystopian Overture» (Instrumental)           | 4:50         |
| 3.                  | «The Gift of Music»                           | 4:00         |
| 4.                  | «The Answer»                                  | 1:52         |
| 5.                  | «A Better Life»                               | 4:39         |
| 6.                  | «Lord Nafaryus»                               | 3:28         |
| 7.                  | «A Savior in the Square»                      | 4:13         |
| 8.                  | «When Your Time Has Come»                     | 4:19         |
| 9.                  | «Act of Faythe»                               | 5:00         |
| 10.                 | «Three Days»                                  | 3:44         |
| 11.                 | «The Hovering Sojourn» (NOMACS instrumental)  | 0:27         |
| 12.                 | «Brother, Can You Hear Me?»                   | 5:11         |
| 13.                 | «A Life Left Behind»                          | 5:49         |
| 14.                 | «Ravenskill»                                  | 6:01         |
| 15.                 | «Chosen»                                      | 4:32         |
| 16.                 | «A Tempting Offer»                            | 4:19         |
| 17.                 | «Digital Discord» (NOMACS instrumental)       | 0:47         |
| 18.                 | «The X Aspect»                                | 4:13         |
| 19.                 | «A New Beginning»                             | 7:40         |
| 20.                 | «The Road to Revolution»                      | 3:35         |
| Общая длительность: | Общая длительность:                           | 79:49        |

| №                   | Название                                | Длительность |
| ------------------- | --------------------------------------- | ------------ |
| 1.                  | «2285 Entr'acte» (Instrumental)         | 2:20         |
| 2.                  | «Moment of Betrayal»                    | 6:11         |
| 3.                  | «Heaven's Cove»                         | 4:19         |
| 4.                  | «Begin Again»                           | 3:54         |
| 5.                  | «The Path That Divides»                 | 5:09         |
| 6.                  | «Machine Chatter» (NOMACS instrumental) | 1:03         |
| 7.                  | «The Walking Shadow»                    | 2:58         |
| 8.                  | «My Last Farewell»                      | 3:44         |
| 9.                  | «Losing Faythe»                         | 4:13         |
| 10.                 | «Whispers on the Wind»                  | 1:37         |
| 11.                 | «Hymn of a Thousand Voices»             | 3:38         |
| 12.                 | «Our New World»                         | 4:12         |
| 13.                 | «Power Down» (NOMACS instrumental)      | 1:25         |
| 14.                 | «Astonishing»                           | 5:51         |
| Общая длительность: | Общая длительность:                     | 50:34        |

## Сюжет
Параллельно с выпуском альбома, группа опубликовала на своём сайте также официальный синопсис, раскрывающий сюжетную связь композиций, вошедших в альбом.

### Действующие лица и вероятное значение их имен и действий
- Гэбриел — главный герой, певец, наделенный Даром музыки (Гавриил — один из семи архангелов высшего ранга, его имя обозначает «Муж Божий», «Человек Бога», а само слово «ангел» (гр.) значит «Посланник (Божий)». Архангел Гавриил относится к сонму тех ангелов, которые могут приносить молитвы за спасение людей, и способны предстать пред лик Божий. В Писании Гавриил несколько раз упоминается как Небесный Вестник, которого Бог посылает, дабы возвестить свои планы о спасении человечества. Вестник важнейших событий обоих Заветов, Гавриил, по сути, представляет собой глас Бога, который способен услышать и понять человек.[13] В треке «Lord Nafaryus» Лорд Нефериез размышляет о божественном предназначении Гэбриела, а Рассказчик — о возвещении прихода Царства Божия, проводя параллель с грядущей революцией, которой Нефериез страшится[14]. Также Гэбриел и Эванджелина — главные герои романтической поэмы Г. У. Лонгфелло, разлученные возлюбленные, встречающиеся через десятилетия, причём Г. умирает на руках у Э.);
- Фэйс — принцесса, возлюбленная главного героя («faythe» — устаревшая форма и одновременно омофон «faith», то есть «вера». В названии трека «Act of Faythe» реализована игра слов; «акт» в значении «театральное действие» и «действие кого-либо», а устойчивое выражение «act of faith» обозначает «испытание веры», то есть проверку твердости убеждений верующего, его личное самопожертвование (в этом треке Фэйс осознает, что подданные её отца — императора влачат жалкое существование, в то время как сам он и его семья процветает. Она делает нравственный выбор («В их единстве и гордости // Живёт вера // Так разве я (то есть Вера) могу притворяться, что мне нет дела?»[15]) и Фэйс решает, вступая в конфликт с волей отца, присоединиться к Гэбриелу. В треке «Loosing Faythe» также используется игра слов: «утрата Фэйс» (семья оплакивает её гибель)[16] и одновременно «утрата веры» (Гэбриел, потеряв брата и возлюбленную, в следующем треке «Whispers On the Wind» говорит, что не может спасти Фэйс, так как он утратил силу своего чудесного голоса и всякую надежду[17]);
- Нефериез — император Великой Северной Империи Америки, отец Фэйс и Дариуса («Nafaryus» — искаженное написание и омофон слова «nefarious», то есть «нечестивый», в значении «нарушающий законы Божьи и человеческие». В треке «Lord Nafaryus» он проводит параллели между грядущей революцией и приходом Царства Божьего, что, очевидно, одинаково грозит ему расплатой за грехи. Прозвище Нефериеза в прошлом — «Bug», то есть «Жук», в американской разговорной речи это слово также может носить презрительную коннотацию (ср. «насекомое»). В прошлом Нефериез музыкант, известный как Bug, его старые записи сохранились и Фэйс находит их во дворце. Узнав, что Нефериез и Bug — это одно лицо, Фэйс просит его попробовать примириться с Гэбриелом;
- Арабел — императрица, жена Нафариюса, мать Дариуса и Фэйс («Арабелла» значит «Уступающая молитве», по другим версиям, «Орлица» или «героиня». Выступает как примиритель между членами своей семьи. Возможно, имя этой героини альбома следует трактовать не по этимологии, а по другим произведениям, см. Арабелла (значения);
- Дариус — наследный принц, брат Фэйс (Дарий, или Дарайява(х)уш- «Благой владетель», вероятная аллюзия — персидский царь Дарий I (522—485 до н. э.), убивший самозванца Гаумату, выдававшего себя за Бардию, наследника трона — убитого брата царя персов Камбиса (Камбиза) II, отчего произошёл переворот, царь Камбис (Камбиз) II покончил жизнь самоубийством, а Гаумата-Лжебардия захватил трон. Убив Гаумату, Дарий I тем самым восстанавливает прервавшуюся династию.[18] В треке «The Path That Divides» Дариус убивает Архиса, который стоит у руля революции, что грозит гибелью отцу Дариуса — императору, и его роду;
- Ариз — командор мятежной армии Рейвенскил, старший брат Гэбриела. Происхождение имени неясно, возможный вариант «arhyssus» — булавник, растительноядное насекомое, иногда-вредитель (возможна связь с прозвищем императора Нефериеза — Жук). С учётом омофоний в именах Фейс и Нефериеза также возможен вариант омофонической трактовки с английским звучанием имени Арес (греческий бог войны, иногда вероломный и коварный);
- Ксандер — сын Ариза, племянник Гэбриела (имя Александр обозначает «защитник людей», а Ксандер является сыном и племянником двух вождей революции, по-видимому, олицетворяет счастливое будущее страны, что подтверждается текстом трека «Our New World» В альбоме также встречается упоминание Ксандера просто как «Х», что может быть отсылкой к каким-то иным факторам);
- Еванджелин — покойная жена Ариза, мать Ксандера (Евангелина — «вестница», «добрая весть», в альбоме хотя и не действует, но выступает как вдохновитель Ариза и Гэбриела в их революционной деятельности. Также: Евангелина, «Ева» — персонаж романа Х.Бичер-Стоу о рабовладельчестве «Хижина дяди Тома»Хижина дяди Тома#Персонажи, добрая, рассудительная девочка, сострадательная и милосердная, с любовью и вниманием относящаяся к слугам и рабам; умирает от туберкулеза ; Гэбриел и Эванджелина — главные герои романтической поэмы Г. У. Лонгфелло, разлученные возлюбленные, встречающиеся через десятилетия, причём Г. умирает на руках у Э.[19])

### Акт 1
В 2285 северо-восток Соединённых Штатов Америки был превращен в дистопию, управляемой жестокой Великой Северной Империей Америки. Единственное, что было похоже на развлечения это электронный шум НОМАКов (машины шума). Империя управлялась императором Нафарюусом, императрицей Арабель, наследным принцем Дариусом и принцессой Фейв. В отдаленной деревне называемой Рейвенскил юноша по имени Габриель обладал естественным талантом создавать музыку и петь («The Gift of Music»). У него был старший брат командор Архиз из мятежной армии Рейвенскил и племянник Ксандер от покойной жены Евангелин («A Better Life»).
До Нафарюуса доходили слухи о Габриеле как спасителе о людей. Он и его семья отправились в Рейвенскилл, чтобы увидеть музыканта вживую («Lord Nafaryus»). На городской площади Габриел выступал перед людьми, когда приехала королевская семья. Он продолжил петь по просьбе императора («A Savior in the Square») и практически довел всех до слез («When Your Time Has Come»). В то время, когда он играл, Фейв вспомнила, как она нашла музыкальный проигрыватель, будучи ребёнком и тайно хранила его в секрете всю жизнь. И когда она и Габриель посмотрели друг на друга, то они влюбились («Act of Faythe»). Нафарюус хотя и был впечатлен песней Габриеля, но увидел в нём угрозу своей власти и поэтому приказал выдать ему певца в течение трех дней — в противном случае городу грозило уничтожение («Three Days»). Архиз спрятал своего брата и отказался выдавать его императору («Brother, Can You Hear Me?»).
Вернувшись в императорский дворец Фейв решила, что должна увидеть Габриеля снова. Переодевшись она вернулась обратно в Рейвенскил. Арабель, зная о намерениях дочери, попросила Дариуса последовать за ней и защитить её. Принц, чувствовал, что всегда был важнее в глазах отца, чем его сестра и поэтому последовал в город со своими собственными целями («A Life Left Behind»). Фейв прибыла в город и нашла Ксандера, который доверился ей и отвел её в своему отцу Архизу. Она убедила, что может помочь и Архиз привел её в убежище брата. Габриель и Фейв обнялись и она сказала ему, что убедит своего отца прекратить охоту на него («Ravenskill»). Певец сказал ей, что если бы он только мог встретиться с императором, то внушил бы ему вернуть мир в империи, используя свой дар музыки («Chosen»).
Тем временем Дариус нашёл дом Архиза и взял Ксандера в плен. Он обещал гарантировать безопасность и здоровье ребёнка до возвращения отцу, если Габриель пойдет с ним. Принц сделал это надеясь заполучить уважение своего отца («A Tempting Offer»). Архиз согласился, помня об обещании жене беречь сына («The X Aspect»). Фейв вернулась в дворец своего отца и обнаружила, что оказывается её музыкальный проигрыватель ранее принадлежал отцу. Спустя немного времени Нафарюус согласился с просьбой дочери («A New Beginning») встретиться с Габриелем в заброшенном амфитеатре Хэвенс Кав/Небесная бухта («The Road to Revolution»).

### Акт 2
Архиз сообщил Дариусу, что Габриель будет в Хэвенс Кав ночью («Moment of Betrayal»). Пока Архиз ожидал в амфитеатре, он передумал и когда появился Дариус — они начали сражаться. Принц одержал победу и убил Архиза («The Path That Divides»), несмотря на то, что Ксандер присутствовал при этом и видел всё. Когда пленник побежал к мертвому телу отца, принц увидел чей-то силуэт приближающийся к ним. Думая, что это Габриэль, он побежал к нему, пытаясь убить и слишком поздно осознал, что в действительности это была Фейв («The Walking Shadow»). В это время подошедший Габриель увидел своего мертвого брата и умирающую возлюбленную. Закрыв уши Ксандеру, он издал крик, который сделал Дариуса глухим и был слышен Нафарюусом, Арабеллой и всем городом («My Last Farewell»).
Император с императрицей прибыли и умоляли Габриеля спасти Фейв, используя свой дар музыки («Losing Faythe»), но певец не мог петь после столь громкого крика («Whisper on the Wind»). Проходившие рядом люди, впечатленные криком артиста, поднялись и начали петь, давая надежду певцу. Он нашёл в себе силы петь и вернул Фейв обратно к жизни («Hymn of a Thousand Voices»). Нафарюус понимая, что только что сделал певец, решил положить конец собственной тирании и выключить НОМАКи («Power Down»). Принц был прощен за свои злодеяния, а Ксандер был усыновлен Габриелем и Фейв («Our New World»). Император пообещал править честно в новом мире, где музыка снова была в цене («Astonishing»).

## Участники записи
Dream Theater
- Джеймс ЛаБри — вокал
- Джон Петруччи — гитара, продюсер, история и концепция
- Джордан Рудесс — клавишные
- Джон Маянг — бас-гитара
- Майк Манджини — ударные, перкуссия

Приглашенные музыканты
- Эрик Риглер[англ.] — волынка в «The X Aspect»
- City of Prague Philharmonic Orchestra[англ.][20]

Производство
- Richard Chycki — звукорежиссёр, микширование, в разговорная речь в «Nafaryus»
- Jiema — обложка
- Дэвид Кэмпбелл — оркестровая и хоровая аранжировка

## Чарты
| Чарт (2016)                         | Позиция |
| ----------------------------------- | ------- |
| Австралия (ARIA)                    | 10      |
| Австрия (Ö3 Austria)                | 6       |
| Бразилия (ABPD)                     | 7       |
| Бельгия/Фландрия (Ultratop)         | 12      |
| Бельгия/Валлония (Ultratop)         | 16      |
| Канада (Canadian Albums Chart)      | 8       |
| Дания (Hitlisten)                   | 37      |
| Нидерланды (Album Top 100)          | 4       |
| Финляндия (Suomen virallinen lista) | 2       |
| Германия (Offizielle Top 100)       | 5       |
| Венгрия (MAHASZ)                    | 2       |
| Ирландия (IRMA)                     | 87      |
| Италия (Classifica album)           | 3       |
| Япония (Oricon)                     | 10      |
| Новая Зеландия (RMNZ)               | 17      |
| Норвегия (VG-lista)                 | 2       |
| Польша (ZPAV)                       | 11      |
| Швеция (Sverigetopplistan)          | 3       |
| Швейцария (Schweizer Hitparade)     | 5       |
| Великобритания (UK Albums Chart)    | 11      |
| США (Billboard 200)                 | 11      |